# Solidaires Unitaires Démocratiques

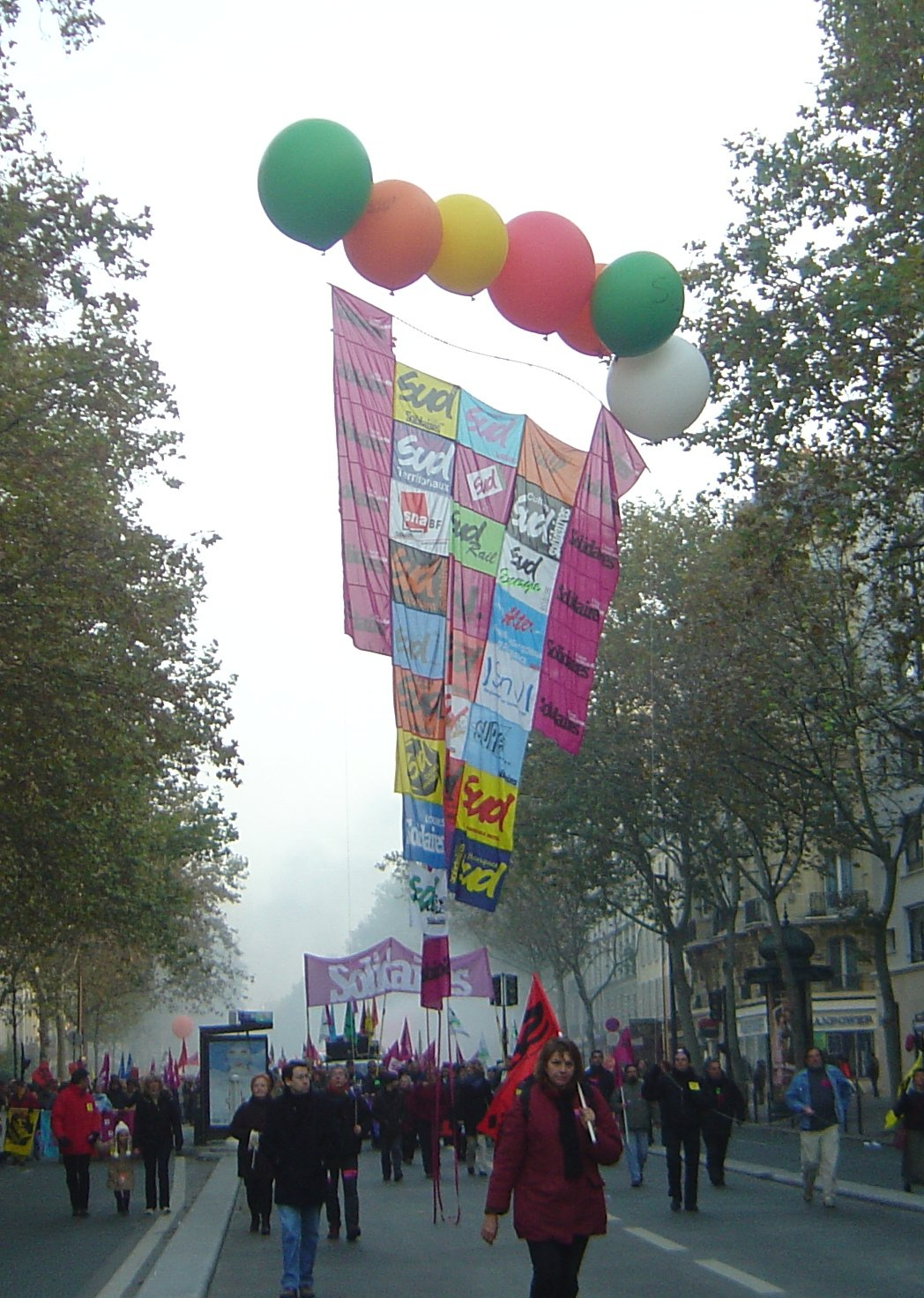
Pancarta del SUD en una manifestación en París en el año 2005.

El Grupo de los 10 (G10 - Solidaires) es un grupo de sindicatos franceses, la mayoría de los cuales incluyen en su nombre la expresión Solidaires Unitaires Démocratiques (Solidarios Unitarios Democráticos) o bien sus siglas SUD. En general tienen una ideología progresista o incluso radical y trabajan con el movimiento alter- o antiglobalización. El Grupo de los 10 y los Sindicatos SUD forman parte del Foro Social Europeo y el Foro Social Mundial.
El Grupo de los 10 fue creado en 1981 por sindicatos autónomos tales como el SNUI, el primer sindicato en la Administración Francesa de Finanzas, o el SNJ, en el que se organizaban los periodistas. La mayor parte de ellos eran sindicatos que rechazaban la ruptura entre Fuerza Obrera y la Confederación General del Trabajo en 1946 y optaron por su autonomía. Sin embargo, varios de estos sindicatos decidieron unirse a la UNSA, una alianza de sindicatos moderados, en 1993, poco después de que SUD-PTT se uniera al Grupo de los 10.
El primer sindicato SUD fue creado en 1988 después de una ruptura con la CFDT. La CFDT expulsó varios sindicatos de las federaciones de la sanidad, el correo y las telecomunicaciones de la región de París por su apoyo a las huelgas salvajes autoorganizadas por los trabajadores. Los sindicatos del correo y las telecomunicaciones decidieron crear una nueva federación, SUD-PTT, que consiguió unos resultados electorales optimistas meses después.
Los éxitos de los SUD en La Poste y France Télécom convencieron a otros sindicatos del sector más izquierdista de la CFDT de crear sindicatos similares en sus respectivos sectores laborales y así se formaron nuevos sindicatos SUD tras las huelgas masivas del sector público que tuvieron lugar en noviembre y diciembre de 1995 y mayo y junio de 2003. Los sindicatos SUD han adquirido importancia en el sector sanitario, la educación, el transporte (incluyendo la SNCF y Air France), instituciones culturales como el Louvre, algunas empresas como Michelin e incluso el sector estudiantil.